# Арџентајн (Мичиген)
Арџентајн (енгл. Argentine) насељено је место без административног статуса у америчкој савезној држави Мичиген.

## Демографија
По попису из 2010. године број становника је 2.525, што је 240 (10,5%) становника више него 2000. године.
| Група             | 2000.         | 2010.         |
| Белци             | 2.190 (95,8%) | 2.412 (95,5%) |
| Афроамериканци    | 6 (0,3%)      | 10 (0,4%)     |
| Азијати           | 3 (0,1%)      | 3 (0,1%)      |
| Хиспаноамериканци | 35 (1,5%)     | 53 (2,1%)     |
| Укупно            | 2.285         | 2.525         |